# Средства массовой информации в Казани
Данная статья освещает средства массовой информации в Казани.

## СМИ

### Радиовещание
В 1941 году в Казани появилась мощная (150 кВт) радиовещательная станция РВ-84, что позволило с сентября 1941 начать круглосуточное радиовещание на всю территорию республики и соседних областей. Станция по определённому графику на длинных и средних волнах также транслировала передачи городов Кирова и Ульяновска, сообщения ТАСС для газет, программу «Чайка» для целей радионавигации воздушного движения. В диапазонах длинных, средних и коротких волн возможен приём только дальних радиостанций с очень плохим качеством. Вещание радиостанций «Маяк» на частоте 1521 кГц средних волн и «Радио России» с включениями передач «Радио Татарстана» на частоте 252 кГц длинных волн и на частоте УКВ 68.48 вещание Радио России - Татарстан прекращено. В настоящее время насчитывается 1 УКВ и 34 FM-радиостанции:
- 73,97 УКВ — Радио Курай
- 88,3 FM — Серебряный дождь
- 88,9 FM — Дорожное радио
- 89,3 FM — Детское радио
- 89,7 FM — Радио Шансон
- 90,2 FM — Радио Дача
- 90,7 FM — Русское Радио
- 91,1 FM — Юмор FM
- 91,5 FM — Болгар радиосы
- 91,9 FM — Studio 21
- 92,3 FM — Радио ENERGY
- 93,1 FM — Радио Тартип
- 93,5 FM — Business FM
- 93,9 FM — Радио Маяк
- 94,3 FM — Вести FM
- 95,5 FM — Радио Вера
- 96,8 FM — Наше радио
- 97,2 FM — Радио Гордость
- 98,0 FM — Радио Комсомольская правда
- 98,6 FM — Китап радиосы
- 99,2 FM — Радио России / ГТРК Татарстан
- 100,5 FM — Татар Радиосы
- 100,9 FM — Радио МИР
- 101,3 FM — Новое радио
- 101,9 FM — Радио Рекорд
- 102,4 FM — Ретро FM
- 102,8 FM — БИМ-Радио
- 103,3 FM — Авторадио
- 104,0 FM — Comedy Radio
- 104,7 FM — DFM
- 105,3 FM — Relax FM
- 105,8 FM — Радио Sputnik
- 106,3 FM — Radio Monte Carlo
- 106,8 FM — Европа Плюс
- 107,3 FM — Like FM
- 107,8 FM — Love Radio

### Аналоговое телевидение

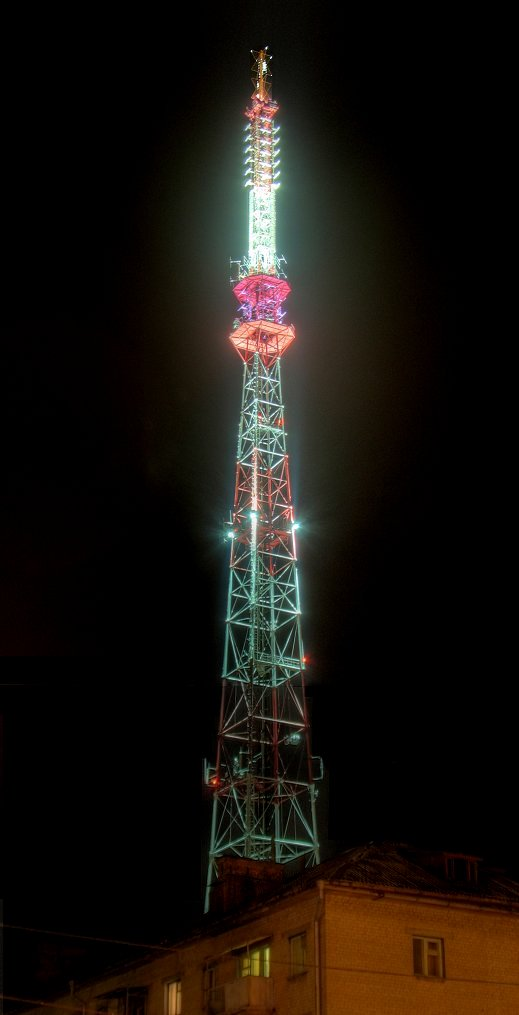
Казанская телевышка в праздничной подсветке

Первая в мире система цветного телевидения с диском Нипкова, ставшая прообразом современных систем на теории трёхкомпонентного цветового зрения, была предложена 5 января 1900 года лаборантом Казанского университета А. А. Полумордвиновым. В том же месяце изобретение получило высокую оценку на Первом электротехническом съезде в Петербурге. Однако систему собрать не удалось, и в 1925 году патент на систему был продан английскому изобретателю Д. Байрду.
Начало традиционной телевизионной эры в Казани связано с 1955 годом, с созданием контрольно-испытательной телевизионной установки завода «Радиоприбор». Общедоступное телевещание началось 12 октября 1959 года, на Горьковском шоссе была введена в эксплуатацию телебашня высотой 180 м. В 1975 году на казанском телецентре появилось цветное оборудование. 18 июля 2007 года в Казани стартовало цифровое эфирное вещание. Также в городе имеется вторая высотная ретрансляторная вышка по улице Троицкий лес. В настоящее время в казанском телеэфире (в том числе и цифровом) общедоступны 20 каналов. Список диапазонов каналов:
- ТНВ-Татарстан
- СТС / СТС-Казань
- Эфир
- Татарстан 24
- Солнце
- Ю

| ТВК | Частота | Название |
| --- | ------- | -------- |
| 36  | цифра   | РТРС-1   |
| 53  | цифра   | РТРС-2   |

### Цифровое эфирное телевидение
Все 20 каналов для мультиплекса РТРС-1 и РТРС-2; Пакет радиоканал, включает: «Вести FМ», «Радио Маяк», «Радио России / ГТРК «Татарстан»».
- Пакет телеканалов РТРС-1 (телевизионный канал 36, частота 594 МГц), включает: «Первый Канал», «Россия 1 / ГТРК «Татарстан»», «Матч-ТВ», «НТВ», «Пятый Канал», «Россия К», «Россия 24 / ГТРК «Татарстан», «Карусель», «ОТР» / ТНВ-Татарстан, «ТВЦ».
- Пакет телеканалов РТРС-2 (телевизионный канал 53, частота 730 МГц), включает: «РЕН ТВ», «СПАС», «СТС», «Домашний», «ТВ3», «Пятница!», «Звезда», «Мир», «ТНТ», «МУЗ-ТВ».

Услуги кабельного телевидения представляются компаниями ТВТ, Казгорсеть, Дом.ru и Телесет. Абонентам «Телесет», «Таттелеком», «Эр-Телеком» также доступно IP-TV.

### Периодические издания

#### История
Первая городская газета — «Казанские известия» — вышла в свет 19 апреля 1811 года. Издание стало одной из первых русских провинциальных газет. Бывшие изначально частной инициативой, с № 19 «Казанские известия» перешли под контроль университета. За 10 лет работы издания всего было выпущено 818 номеров. В 1821 году газету сменил журнал — «Казанский вестник», имевший также еженедельное новостное приложение «Прибавления». В 1832 году журнал распался на две части: «Начальственные распоряжения» и «Сочинения и переводы», а в 1833 году перестали выходить и «Прибавления», преемником которых с 1838 года стали «Казанские губернские ведомости». «Губернские Ведомости» издавались также один раз в неделю, а с 1884 года — три раза.
Несмотря на постоянные попытки организовать выпуск прессы на татарском языке, на протяжении всего XIX века эти старания были безуспешными. Первой казанской газетой на татарском языке стала «Казан мохбире» («Казанский вестник»). Эта либеральная газета начала выходить 29 октября 1905 года. Официальным издателем её был адвокат Саидгарей Алкин, один из основателей партии татарской буржуазии «Мусульман иттифакы» («Союз мусульман»). Несколько месяцев спустя начала издаваться вторая казанская газета «Йолдыз» («Звезда»), а 1 февраля 1906 года — третья газета «Азат» («Свободный»), в которой сотрудничали выдающиеся деятели татарской культуры Галиаскар Камал и Гафур Кулахметов.

#### Современное состояние
В настоящее время в Казани зарегистрировано 194 газеты и 49 журналов, выходящих на русском и татарском языках. Газета «Сувар» выходит на чувашском языке. Наиболее популярной газетой города является «Вечерняя Казань» (четырежды признававшаяся самым тиражным региональным изданием РФ). По итогам 2009 года «Молодежь Татарстана» была названа самой тиражной среди молодёжных изданий России.

## Телекоммуникации в Казани

### Почтовая связь
В Казани работает 84 отделения почтовой связи. Почтовое управление Татарстана (Татарстан почтасы) — единственное, не вошедшее в структуру национального оператора почтовой связи ФГУП Почта России. В 2006 году в ходе имущественного конфликта  между ФГУП Почта России и ГУП Татарстан почтасы в Казани было создано отделение Почты России. Несмотря на то, что конфликт был решён в судебном порядке, это отделение функционирует до сих пор. Таким образом, в столице Республики Татарстан фактически действовали два почтовых оператора. 10 апреля 2009 года ГУП Татарстан почтасы был присоединён к ФГУП «Почта России».

### Телефонная связь

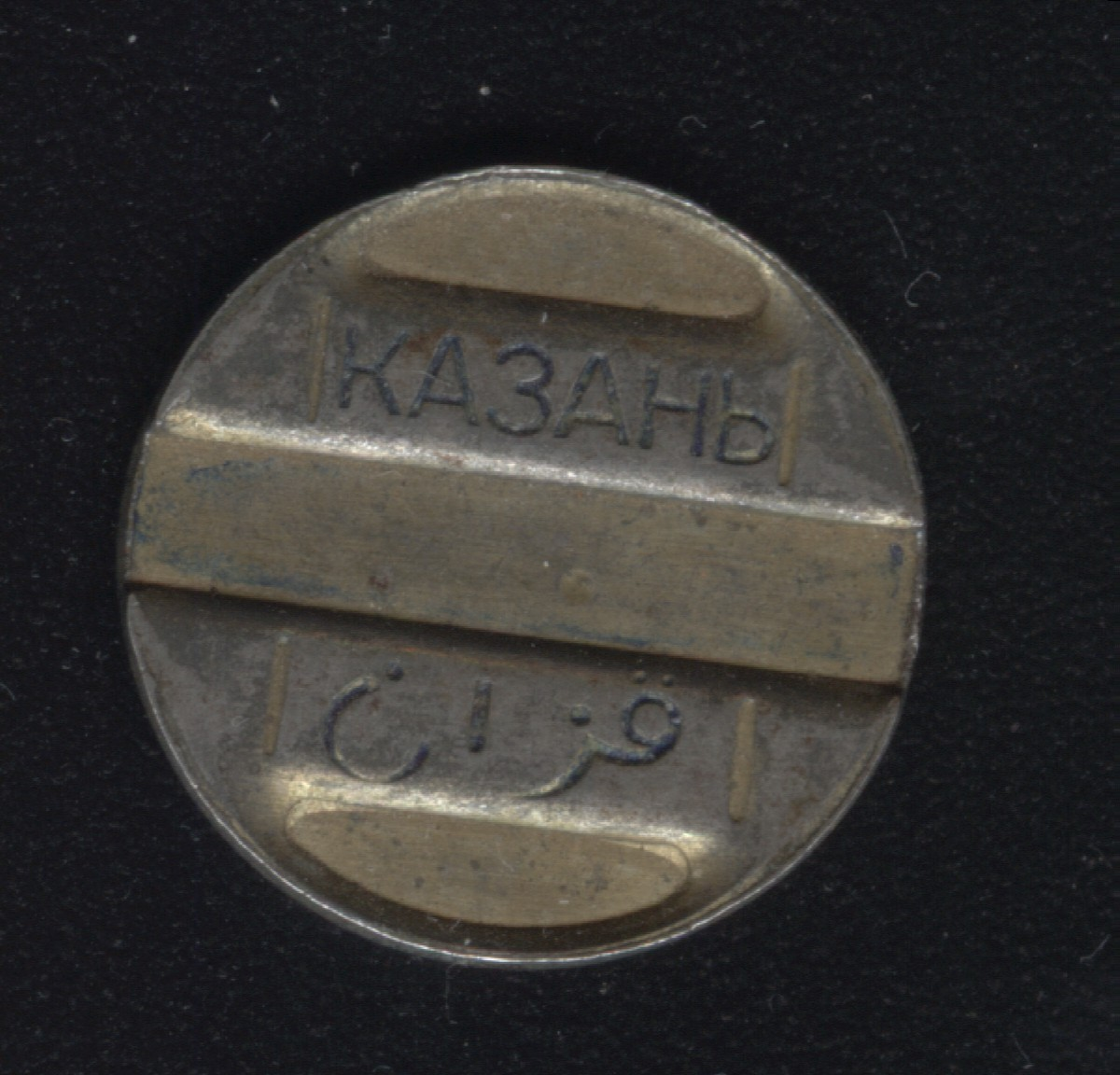
таксофонный жетон КГТС (до перехода на карточки)

Официальное открытие Казанской городской телефонной сети состоялось 27 (15) ноября 1888 года. В 1908 году ёмкость Казанской телефонной сети превысила 1000 абонентов. В 1942 году в городе заработала первая автоматическая телефонная станция. В 2005 году полностью завершена цифровизация казанских АТС. В данный момент в Казани действуют 4 оператора проводной телефонной связи: Таттелеком, Телесет, Горсвязь и ТВТ. Ещё два проводных оператора, находящиеся в Казани, Связьэнерго и ТатАИСнефть, оказывают услуги телефонной связи преимущественно в районах республики Татарстан. Общая ёмкость телефонной сети в Казани составляет порядка 456 тыс. номеров. Услуги IP-телефонии помимо основных операторов проводной связи оказывают также 5 компаний. В городе действует 6 операторов сотовой связи:
- Билайн (Казанский филиал ОАО «Вымпел-Коммуникации»[20]) — GSM, UMTS
- МегаФон (Поволжский филиал ОАО «Мегафон»[21]) — GSM, UMTS
- МТС (филиал ОАО «Мобильные ТелеСистемы» в Республике Татарстан[22]) — GSM, UMTS
- НСС ныне бренд Ростелеком (объединённая компания - Tele2 и Ростелеком) — GSM
- Летай (бывшая «СМАРТС-Казань-GSM» ОАО «СМАРТС» в Республике Татарстан[23]) — GSM

Также действуют виртуальные операторы сотовой связи «Ё» и «Мобильная государственная связь».
Оператор МетроТел (стандарт CDMA) с 1.08.2010 прекратил работу.

### Интернет
По количеству пользователей Интернета — 428 тыс. человек — Казань занимает 4-е место в России. Услуги доступа ко всемирной сети в Казани предоставляют 15 операторов. Наиболее популярными формами доступа к Интернету являются кабельные сети и ADSL. Популярный ранее Dial-up практически потерял свои позиции, в то же время активно развиваются беспроводные технологии Wi-Fi и Wi-Max. Компанией Скартел запущена первая в России сеть LTE.